# Ferjani Sassi
Ferjani Sassi (arab. فرجاني ساسي, ur. 18 marca 1992 w Arjanie) – tunezyjski piłkarz grający na pozycji defensywnego pomocnika. Od 2018 jest zawodnikiem klubu An-Nassr.

## Kariera klubowa
Swoją karierę piłkarską Sassi rozpoczął w klubie Club Sportif Sfaxien. W 2010 roku awansował do pierwszego zespołu. W sezonie 2010/2011 zadebiutował w jego barwach w pierwszej lidze tunezyjskiej. W sezonie 2012/2013 wywalczył z nim tytuł mistrza Tunezji. W 2013 roku wystąpił w wygranym finałowym dwumeczu Pucharu Konfederacji z TP Mazembe (2:0, 1:2).
Na początku 2015 roku Sassi przeszedł do francuskiego FC Metz. W Ligue 1 zadebiutował 15 lutego 2015 w przegranym 0:2 domowym meczu z En Avant Guingamp. W sezonie 2014/2015 spadł z FC Metz do Ligue 2. W sezonie 2015/2016 wrócił z nim do Ligue 1.
Latem 2016 Sassi przeszedł do Espérance Tunis.
| Sezon   | Klub            | Kraj    | Rozgrywki | Mecze | Gole |
| ------- | --------------- | ------- | --------- | ----- | ---- |
| 2010/11 | CS Sfaxien      | Tunezja | CLP-1     | 2     | 1    |
| 2011/12 | CS Sfaxien      | Tunezja | CLP-1     | 23    | 1    |
| 2012/13 | CS Sfaxien      | Tunezja | CLP-1     | 18    | 3    |
| 2013/14 | CS Sfaxien      | Tunezja | CLP-1     | 29    | 5    |
| 2014/15 | CS Sfaxien      | Tunezja | CLP-1     | 9     | 0    |
| 2014/15 | FC Metz         | Francja | Ligue 1   | 13    | 1    |
| 2015/16 | FC Metz         | Francja | Ligue 2   | 26    | 0    |
| 2016/17 | Espérance Tunis | Tunezja | CLP-1     |       |      |

## Kariera reprezentacyjna
W reprezentacji Tunezji Sassi zadebiutował 8 czerwca 2013 w zremisowanym 2:2 meczu eliminacji do MŚ 2014 ze Sierra Leone. W 2015 roku został powołany do kadry na Puchar Narodów Afryki 2015. Zagrał na nim w trzech meczach: z Zambią (2:1), z Demokratyczną Republiką Konga (1:1) oraz w ćwierćfinale z Gwineą Równikową (1:2).